# Відзнаки Міністерства оборони України (1996–2012)
Відомчі заохочувальні відзнаки Міністерства оборони  — нагороди Міністерства оборони України, встановлені відповідно до Указу Президента України «Про відомчі заохочувальні відзнаки».

## Система відзнак 1996–2012 років
| Відзнака | Назва                                                    | Ступені | Заснована       | Примітки |
|          | «Вогнепальна зброя»                                      |         | 3 вересня 1999  | Встановлені наказом Міністра оборони України від 3 вересня 1999 року № 270 як особлива ступінь відзначення Міністром оборони офіцерів, генералів і адміралів, а також інших осіб, які мають відповідні заслуги перед Збройними Силами України. |
|          | «Холодна зброя»                                          |         | 3 вересня 1999  | Встановлені наказом Міністра оборони України від 3 вересня 1999 року № 270 як особлива ступінь відзначення Міністром оборони офіцерів, генералів і адміралів, а також інших осіб, які мають відповідні заслуги перед Збройними Силами України. |
|          | Відзнака «Доблесть і честь»                              |         | 2 грудня 1996   | Нагороджуються військовослужбовці Збройних Сил України, які попередньо були нагороджені не менш ніж двома відзнаками Міністерства оборони України: - за особисті заслуги у професійній підготовці, підтриманні високої бойової готовності військ, частин, підрозділів протягом двох і більше років; - за освоєння нової бойової техніки за короткий час; - за мужність і відвагу, виявлені на навчаннях, маневрах, під час виконання своїх обов'язків при несенні служби та бойового чергування (чергування); - за самовідданість і стійкість, виявлені під час проходження військової служби; - за відмінні особисті показники у польовій, повітряній та морській виучці. |
|          | Відзнака «Знак пошани»                                   |         | 20 травня 2003  | Нагороджуються військовослужбовці та працівники Збройних Сил України, а також інші особи за значний особистий внесок у справу розбудови, розвитку та забезпечення життєдіяльності Збройних Сил України, зміцнення військового співробітництва та інші заслуги перед Збройними Силами України. |
|          | Нагрудний знак «За зміцнення обороноздатності»           |         | 21 травня 2008  | Нагороджуються особи старшого та вищого офіцерського складу, працівники Збройних Сил України та інші особи за значний особистий внесок у справу зміцнення обороноздатності держави, підтримання високої бойової та мобілізаційної готовності військ (сил). |
|          | Нагрудний знак «За розвиток військового співробітництва» |         | 21 травня 2008  | Нагороджуються особи старшого та вищого офіцерського складу, працівники Збройних Сил України та інші особи за вагомий внесок у справу розвитку співробітництва у військовій сфері, підтримання миру та дружніх стосунків між збройними силами держав. |
|          | Медаль «За зразкову службу у Збройних Силах України»     | I-III   | 20 травня 2003  | Нагороджуються особи офіцерського складу Збройних Сил України за зразкове виконання військового обов'язку, підтримання високої бойової готовності військ, самовідданість і стійкість, проявлені під час проходження військової служби. |
|          | Медаль «За особисті досягнення»                          | I-II    | 12 вересня 2005 | Нагороджуються військовослужбовці Збройних Сил України, як правило, строкової військової служби, військової служби за контрактом, прапорщики (мічмани), молодші офіцери за відмінні показники, виявлені під час навчань, бойового чергування, несення вартової і внутрішньої служби та відмінні показники у бойовій підготовці протягом двох періодів навчання, а також командири тих підрозділів, які за підсумками навчального року оцінені на «відмінно» за умови особистих відмінних показників у командирській підготовці. |
|          | Медаль «За сприяння Збройним Силам України»              |         | 20 травня 2003  | Нагороджуються військовослужбовці військових формувань, створених відповідно до законів України (крім військовослужбовців Збройних Сил України), працівники Збройних Сил України, а також інші особи за значний особистий внесок у справу розвитку Збройних Сил України. |
|          | Відзнака «Ветеран військової служби»                     |         | 2 грудня 1996   | Нагороджуються військовослужбовці Збройних Сил України, які мають високі показники у бойовій і професійній підготовці, виявили самовіддані дії в захисті державних інтересів України та її Збройних Сил, зразково виконують військові обов'язки, досягли високої бойової готовності військ при вислузі у Збройних Силах 25 і більше календарних років. |
|          | Медаль «За миротворчу діяльність»                        |         | 13 вересня 2003 | Нагороджуються військовослужбовці Збройних Сил України, які під час участі у міжнародних миротворчих операціях у складі українських миротворчих контингентів, миротворчого персоналу, місій Організації Об'єднаних Націй або Організації з безпеки і співробітництва в Європі здійснили визначні вчинки й зразково виконували свої обв'язки з підтримання миру і безпеки. |
|          | Медаль «10 років Збройним Силам України»                 |         | 4 вересня 2001  | Нагороджуються військовослужбовці Збройних Сил України, які мають високі показники у бойовій і професійній підготовці, зразково виконують військові обов'язки і за станом на 6 грудня 2001 року перебувають на військовій службі; громадяни України та іноземні громадяни, які зробили вагомий особистий внесок у справу будівництва Збройних Сил України. |
|          | Медаль «15 років Збройним Силам України»                 |         | 6 квітня 2006   | Нагороджуються військовослужбовці (крім військовослужбовців строкової служби) та працівники Збройних Сил України, а також інші особи з нагоди 15-ї річниці Збройних Сил України за особистий внесок у справу реформування, розвитку та забезпечення життєдіяльності Збройних Сил України, сумлінне і бездоганне виконання військового (службового) обов'язку та інші заслуги перед Збройними Силами України. |
|          | Медаль «За сумлінну службу»                              | I-III   | 12 вересня 2005 | Нагороджуються військовослужбовці Збройних Сил України, які сумлінно і чесно виконують військовий обов'язок та прослужили у збройних силах 10 і більше років у календарному обчисленні. Медаль «За сумлінну службу» має три ступені: - І ступінь — для нагородження за 20 років військової служби; - ІІ ступінь — для нагородження за 15 років військової служби; - ІІІ ступінь — для нагородження за 10 років військової служби. |
|          | Пам'ятний нагрудний знак «Воїн-миротворець»              |         | 20 травня 2003  | Нагороджуються військовослужбовці Збройних Сил України, які проходили службу у складі українських миротворчих контингентів, миротворчого персоналу, місій Організації Об'єднаних Націй або Організації з безпеки і співробітництва в Європі не менше 60 діб, а також ті військовослужбовці, які отримали поранення, захворювання або травми під час проходження служби у складі українських миротворчих контингентів, миротворчого персоналу, місій Організації Об'єднаних Націй або Організації з безпеки і співробітництва в Європі незалежно від терміну перебування у них.                                                                                             |
|          | Пам'ятний знак «5 років Збройним Силам України»          |         | 2 грудня 1996   | Нагороджуються особи офіцерського складу, які служать у Збройних Силах України і беруть активну участь у розбудові Збройних Сил незалежної України. |

В таблиці вказана кількість встановлених ступенів нагороди (при їх наявності): I–II — нагорода I, II ступеня; I–III — нагорода I, II, III ступеня; вищим ступенем нагороди є І ст.